# Juan Augusto Turenne
Juan Augusto Turenne Aurie (* 19. Jahrhundert) war ein uruguayischer Politiker.
Turenne, französischer Abstammung, gehörte den Freimaurern an und war Eigentümer der Druckerei El Siglo Ilustrado. Aus der Ehe mit Úrsula Huguet Raissignier stammte der am 4. Juli 1870 in Montevideo geborene gemeinsame Sohn, der Arzt Augusto Turenne (1870–1948). Juan Augusto Turenne war Abgeordneter in der Cámara de Representantes. Er saß dort zunächst als stellvertretender Mandatsträger für das Departamento Montevideo in der 14. Legislaturperiode vom 12. Februar 1883 bis zum 14. Februar 1885. Sodann war er in den folgenden fünf Legislaturperioden ab dem 15. Februar 1885 durchgehend bis zum 2. Dezember 1897 jeweils gewählter Volksvertreter in der Abgeordnetenkammer. Zunächst übte er das Mandat dabei für das Departamento Salto aus, während er in der 16. bis 18. LP Rivera repräsentierte. Zuletzt nahm er in der Kammer jedoch für Flores seinen Platz ein. Im Jahre 1886 übte er zudem das Amt des Zweiten Kammer-Vizepräsidenten aus. Überdies gehörte er im Rahmen seiner Abgeordnetentätigkeit auch dem Finanzausschuss des Repräsentantenhauses an.